# Anastatus maximus
Anastatus maximus är en stekelart som beskrevs av Girault 1915. Anastatus maximus ingår i släktet Anastatus och familjen hoppglanssteklar. Inga underarter finns listade i Catalogue of Life.